# Namibia (stripreeks)
Namibia is een stripreeks bedacht door de van oorsprong Braziliaanse striptekenaar en scenarioschrijver Léo en scenarioschrijver Rodolphe en getekend door Bertrand Marchal. Van de serie verschenen vijf delen in het Nederlands bij uitgeverij Dargaud. In 2018 werd de hele serie integraal uitgebracht.

## Verhaal
Het verhaal speelt zich af in het Afrika, na de Tweede Wereldoorlog aan het eind van de jaren 1940. In Namibia, de voormalige Duitse kolonie doen zich mysterieuze verschijningen voor. Kathy Austin, de hoofdpersonage uit Kenya wordt wederom op onderzoek gestuurd door de Britse veiligheidsdienst MI5. Gedurende haar onderzoek in Namibia ondervindt zij tegenwerking van Duitse Nazi's.

## Albums
| Nummer | Titel  | Verschenen | Uitgeverij |
| ------ | ------ | ---------- | ---------- |
| 1      | Deel 1 | 2010       | Dargaud    |
| 2      | Deel 2 | 2011       | Dargaud    |
| 3      | Deel 2 | 2012       | Dargaud    |
| 4      | Deel 4 | 2013       | Dargaud    |
| 5      | Deel 5 | 2015       | Dargaud    |